# Бадалівська сільська рада
| Бадалівська сільська рада — орган місцевого самоврядування у Берегівському районі Закарпатської області з адміністративним центром у с. Бадалово. Сільській раді були підпорядковані населені пункти: - с. Бадалово |

## Склад ради
Рада складалася з 16 депутатів та голови.

## Керівний склад сільської ради
| ПІБ                  | Основні відомості                                                             | Дата обрання | Дата звільнення |
| -------------------- | ----------------------------------------------------------------------------- | ------------ | --------------- |
| Нодь Андрій Елекович | Сільський голова, 1950 року народження, освіта, безпартійний                  | 26.03.2006   | 31.10.2010      |
| Салаі Імре Бейлович  | Сільський голова, 1960 року народження, освіта середня загальна, безпартійний | 31.10.2010   |                 |

Примітка: таблиця складена за даними джерела